# Walter Moser (Architekt)

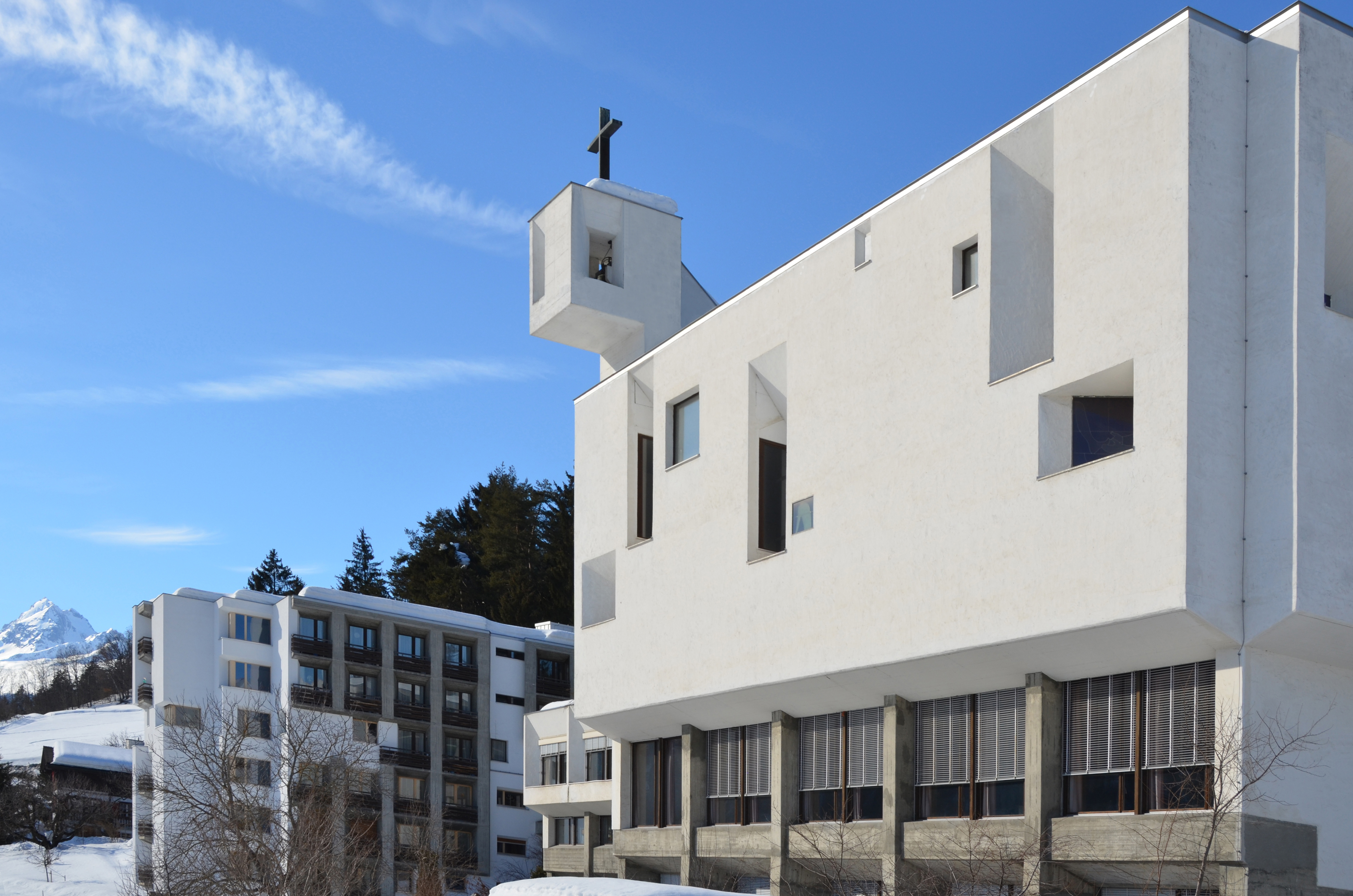
Kloster Ilanz 1969 bis 1973

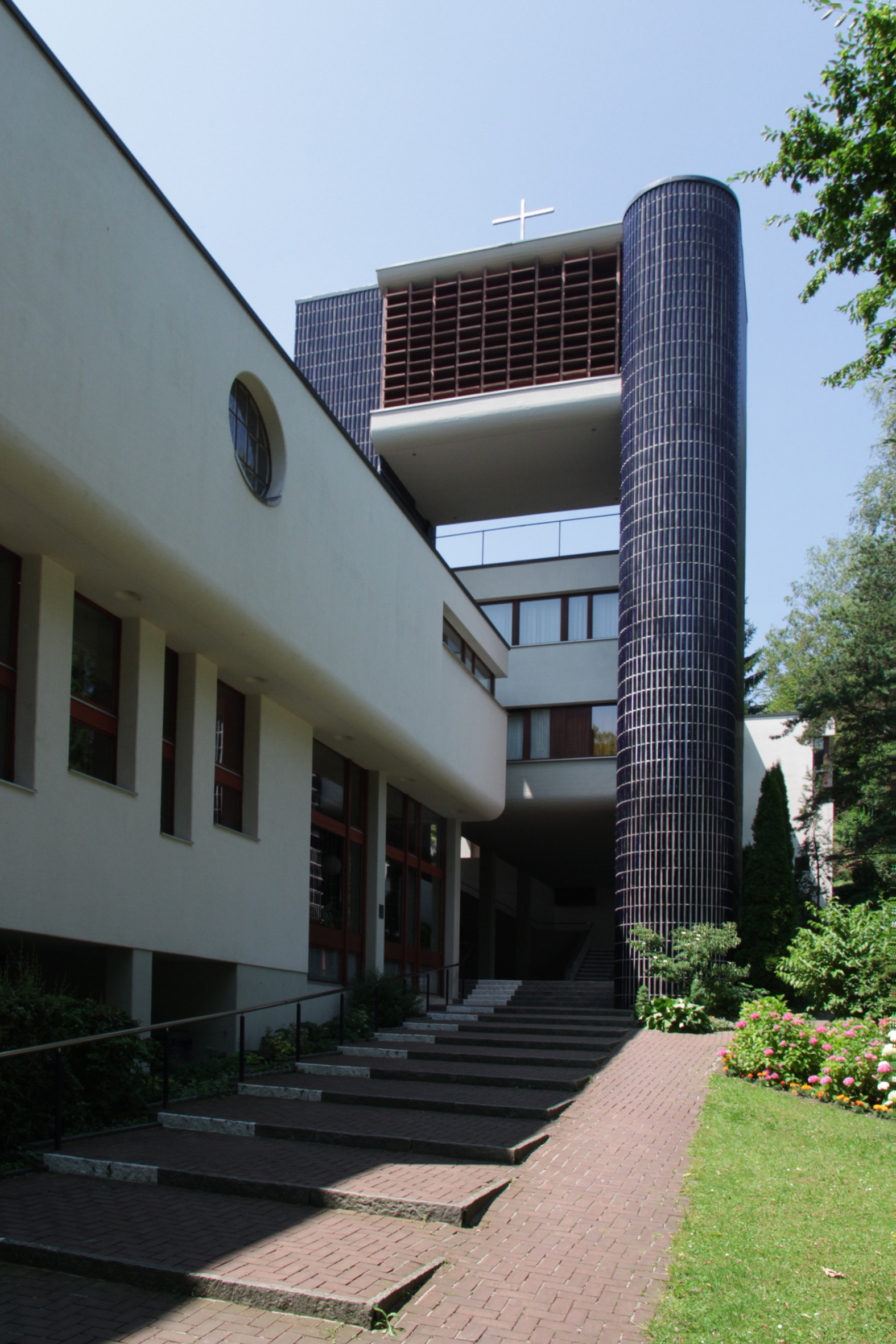
Kirche Maria-Hilf Zürich-Leimbach 1973

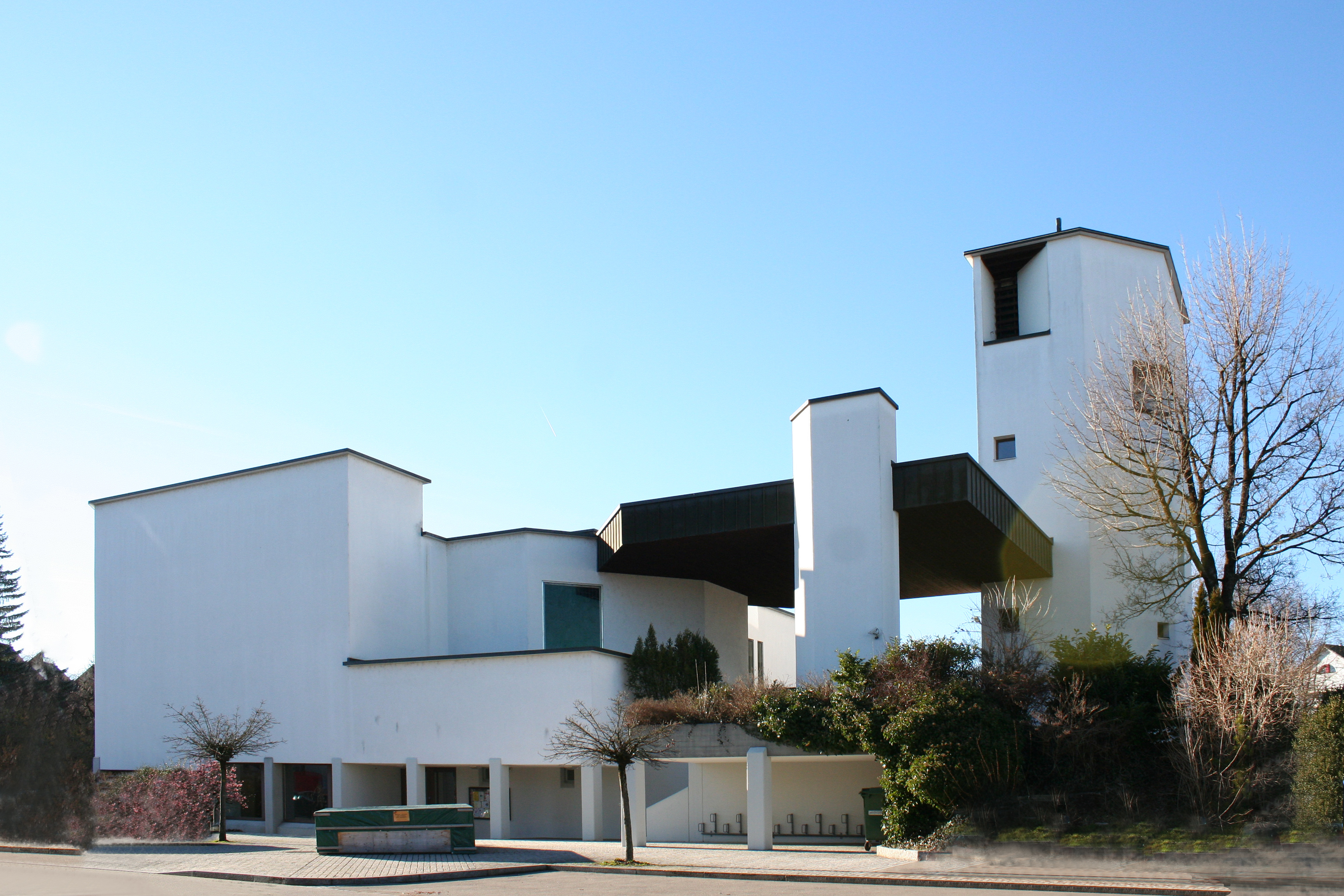
Kirche St. Niklaus Hombrechtikon 1969

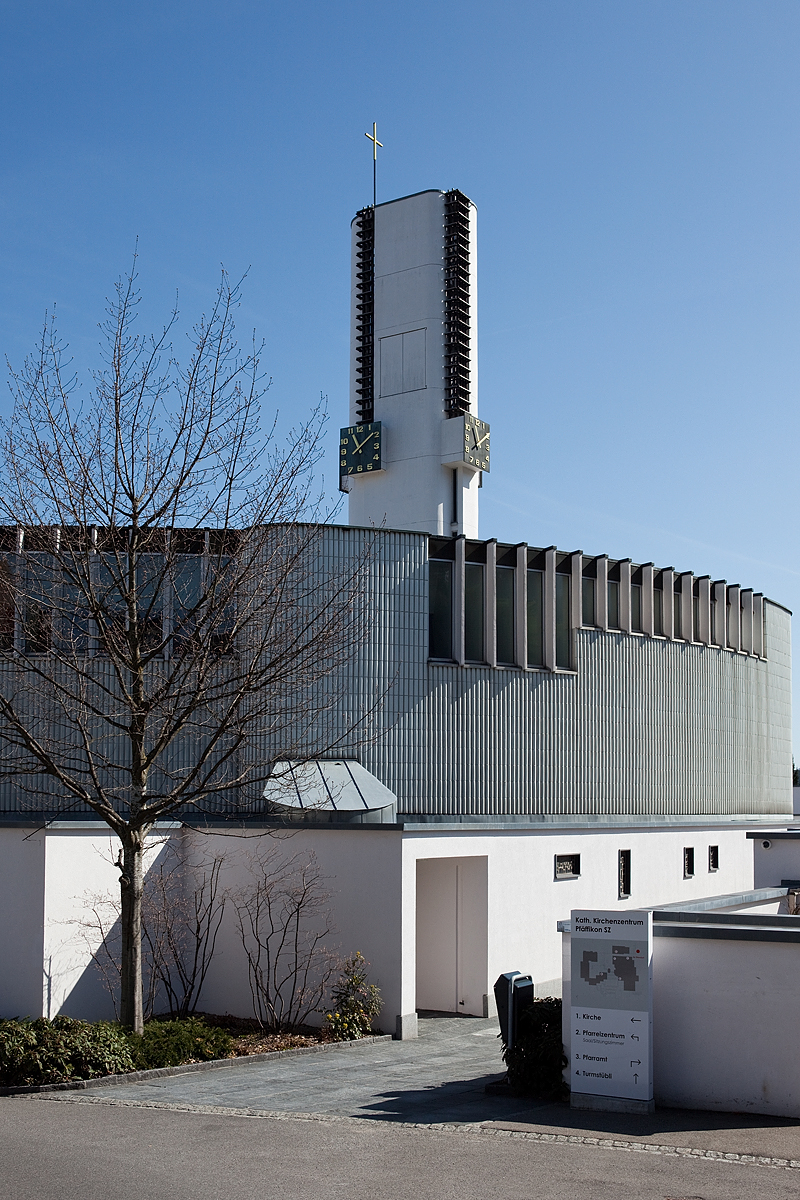
Kirche St. Meinrad Pfäffikon SZ 1968

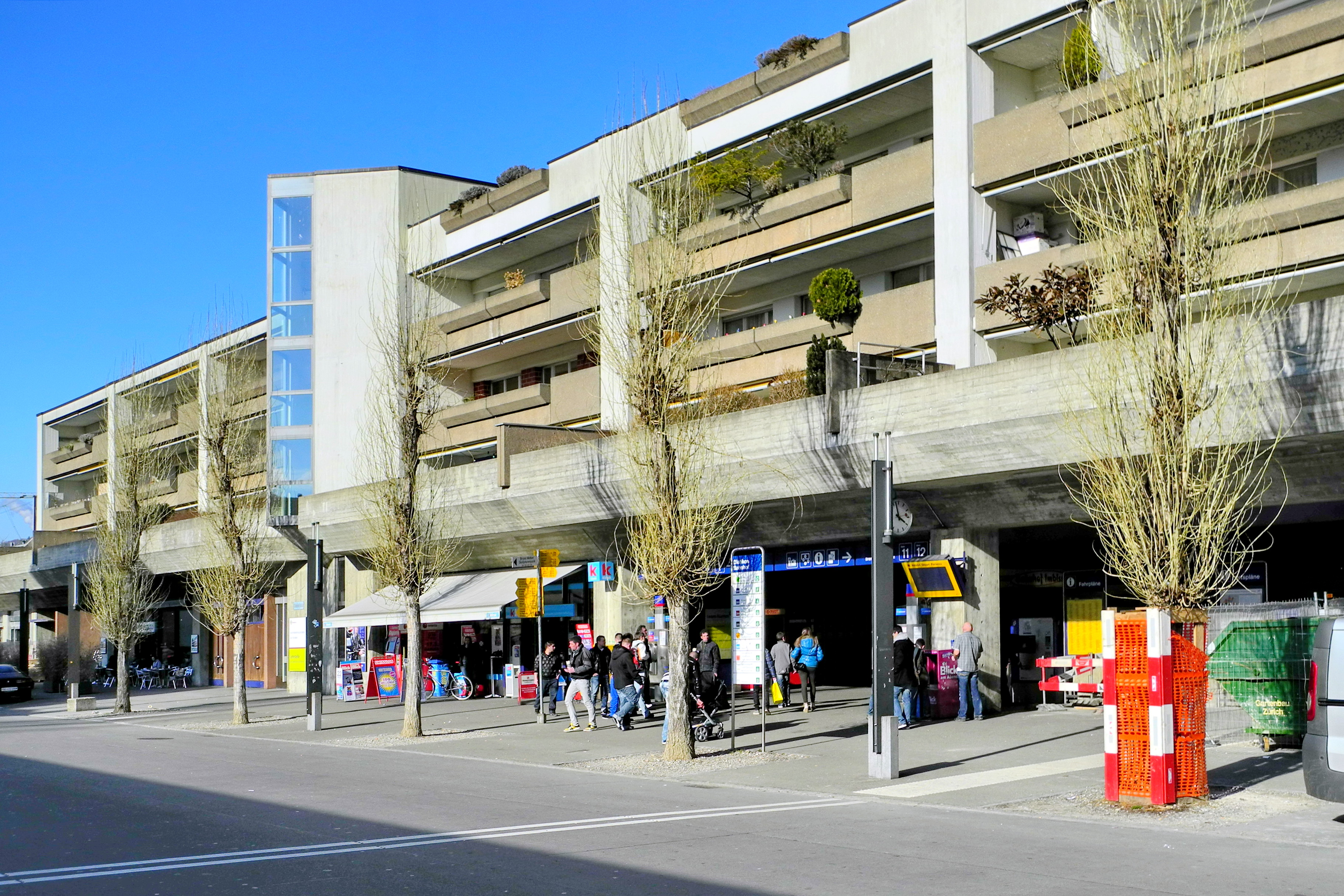
Bahnhof Dietikon 1976

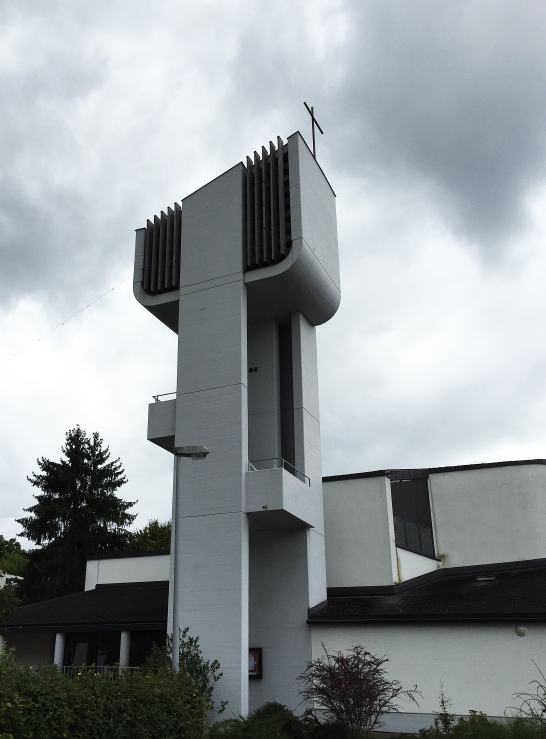
Turm der katholischen Kirche Schöftland 1980

Walter Moser (* 11. April 1931 in Schaffhausen; † 3. April 2023 in Würenlos) war ein Schweizer Architekt, der ab 1960 mit siebzehn Kirchenneubauten den modernen Sakralbau in der Schweiz mitprägte und gehörte der Zürcher Arbeitsgruppe für Städtebau an.

## Leben und Werk
Walter Moser, war der Sohn des Architekten Alois Moser (1900–1972), der selber etliche Kirchenneubauten realisierte, so die katholischen Kirchen in Würenlos, Killwangen und Untersiggenthal. Walter Moser schloss im Jahr 1950 die Kantonsschule Rämibühl Zürich, das heutige Mathematisch Naturwissenschaftliche Gymnasium (MNG), mit der Matura ab und studierte anschließend an der ETH Zürich Architektur, wo er viele spätere Mitstreiter kennengelernt hatte, wie Esther und Rudolf Guyer, Fritz Schwarz, Beate Schnitter, Jakob Schilling, Rolf Keller und Otto Schärli. Im Jahr 1955 schloss er mit dem Diplom ab. Vater Alois Moser und Sohn Walter Moser realisierten gemeinsam in den folgenden Jahren die Kirchenneubauten in Langenthal BE und St. Maria Emmenbrücke LU. In den Jahren 1958 bis 1960 lebte Walter Moser in Finnland, wo er in Helsinki im Büro von Alvar Aalto arbeitete, dessen Werk ihn prägte.
Im Jahr 1960 kehrte Walter Moser wieder in die Schweiz zurück und gründete in Zürich ein eigenes Architekturbüro. Eines seiner bedeutendsten Werke ist der multifunktionale Gebäudekomplex des Dominikanerinnenklosters am Hang über Ilanz, das zu den "52 Besten Bauten" des Kantons Graubünden gehört. Er nahm an Architekturwettbewerben teil, durch die er namhafte Aufträge im Bereich des katholischen Sakralbaus in der Deutschschweiz und im nahen Ausland realisieren konnte. Seit den 1970er Jahren führte Walter Moser zudem Umbau- und Sanierungsprojekte an bedeutenden historischen und zeitgenössischen Kirchen durch. Unter den Profanbauten von Walter Moser sind die Projekte im neu erbauten Quartier Grünau in Zürich zu erwähnen (Altersheim Grünau, Quartierzentrum Grünau, Schulhaus, Kindergarten und Hallenbad), welche das Quartier prägen. Walter Moser arbeitete bei seinen Projekten mit namhaften Kunstmalern und Bildhauern zusammen, u. a. Max Rüedi, Herbert Albrecht, Otto Müller, Alfred Huber, Hans Christen und Max Hellstern. Walter Moser war ab 1972 Mitglied beim Bund Schweizer Architekten BSA. Ab 1984 führte Walter Moser das Architekturbüro zusammen mit seinem Sohn Andreas Moser. Walter Moser verstarb am 3. April 2023 im Alter von fast 92 Jahren. Am 19. April 2023 fand seine Abdankung in der katholischen Kirche von Würenlos statt, die sein eigener Vater in den 1930er Jahren erbaut hatte. Walter Moser ist auf dem Friedhof von Würenlos begraben, wo er fast 60 Jahre gelebt hatte.

## Werke

### Neubauten (Auswahl)

#### Architekturbüro Walter Moser (1960–1984)
- 1962: Katholische Kirche Liebfrauen Heiden AR
- 1962: Katholische Kirche St. Christophorus Wangen an der Aare BE (mit Kunstwerken von Max Rüedi und Jean Hutter sen.)
- 1965: Katholische Kirche Heiligkreuz Künten AG (Kunstwerke von Max Rüedi und Alfred Huber)
- 1965: Fabrikationsgebäude Meiers Söhne AG Künten AG
- 1966: Katholische Kirche Karl Borromäus Zeihen AG (Kunstwerke von Bernard Schorderet und Alfred Huber)
- 1967: Katholische Kirche St. Josef Aedermannsdorf SO (Kunstwerke von Alfred Huber)
- 1967: Katholische Kirche Fehren SO
- 1967: Katholische Kirche Christ-König Biel-Mett BE (Kunstwerke von Max Rüedi und Alfred Huber)
- 1968: Katholische Kirche St. Meinrad, Gemeindezentrum, Wohnungen, Läden, Büros und Kindergarten in Pfäffikon SZ (Kunstwerke von Bernard Schorderet und Hans Christen)
- 1968: Schulhaus Zufikon AG
- 1968: Forstamt Baden AG
- 1968: Saalbau und Pfarrhaus Spreitenbach AG
- 1969: Schulhaus und Sportanlage Meierhof Baden AG
- 1969: Katholische Kirche St. Niklaus Hombrechtikon ZH (Kunstwerke von Max Hellstern und Herbert Albrecht)
- 1969: Kloster Ilanz GR samt Klosterkirche (Kunstwerke von Max Rüedi, Alfred Huber, Hans Christen sowie Jacqueline und Alfred Gruber-Stieger)
- 1970: Katholische Kirche Bürs Vorarlberg (Kunstwerke von Herbert Albrecht)
- 1972: Katholische Kirche St. Johannes Geroldswil ZH
- 1972: Fussgängerzone Metro-Shop mit 12 Geschäften Baden AG
- 1973: Katholische Kirche Maria-Hilf Zürich-Leimbach (Kunstwerke von Max Hellstern und Peter Travaglini) und Gemeindezentrum[17]
- 1973: Internatsschule und Institut St. Joseph vom Kloster Ilanz GR
- 1974: Katholische Kirche Bruder Klaus Stein AG
- 1974: Hochhaus Gstühl Baden AG
- 1974: Gemeindehaus Zeihen AG
- 1976: SBB-Bahnhof Dietikon ZH
- 1977: Mehrzweckkirche Selzach SO (Kunstwerke von Peter Travaglini)
- 1977: Katholische Kirche St. Martin Birmensdorf ZH
- 1979–80: Katholische Kirche Hl. Familie Schöftland AG
- 1980: Quartierzentrum, Schulhaus, Kindergarten, Hallenbad im Quartier Grünau Zürich-Altstetten
- 1982: Quartierzentrum, Altersheim und Alterswohnungen im Quartier Grünau, Zürich-Altstetten
- 1982: Ökumenische Kirche und Gemeindehaus in Arni AG

#### Architekturbüro Andreas und Walter Moser (ab 1984)
- 1984: Geschäftshaus Bewatol Dietikon ZH
- 1986:	Schulhauserweiterung Ländli Würenlos AG
- 1988: Pfarreizentrum der Kirche St. Konrad Zürich-Albisrieden
- 1988: Schulhauserweiterung Gipf-Oberfrick AG
- 1993:	Schulhauserweiterung Nord Würenlos AG
- 1993:	Pfarreizentrum der Kirche St. Franziskus Zürich-Wollishofen
- 1994:	Aufstockung Schulhaus Grünau Zürich-Altstetten
- 1995:	Mehrzweckhalle und Schulhaus- und Turnhallenumbau Arni AG
- 1997:	Wohnüberbauung Kempfhof Würenlos AG
- 2002:	Wohn- und Gewerbeüberbauung Zentrum Würenlos AG
- 2005:	Wohn- und Gewerbeüberbauung mit Alterswohnungen Brunnerhof Würenlos AG
- 2012: Verwaltungsgebäude Liebherr International Nussbaumen AG

### Renovationen, Um- und Ausbauten (Auswahl)

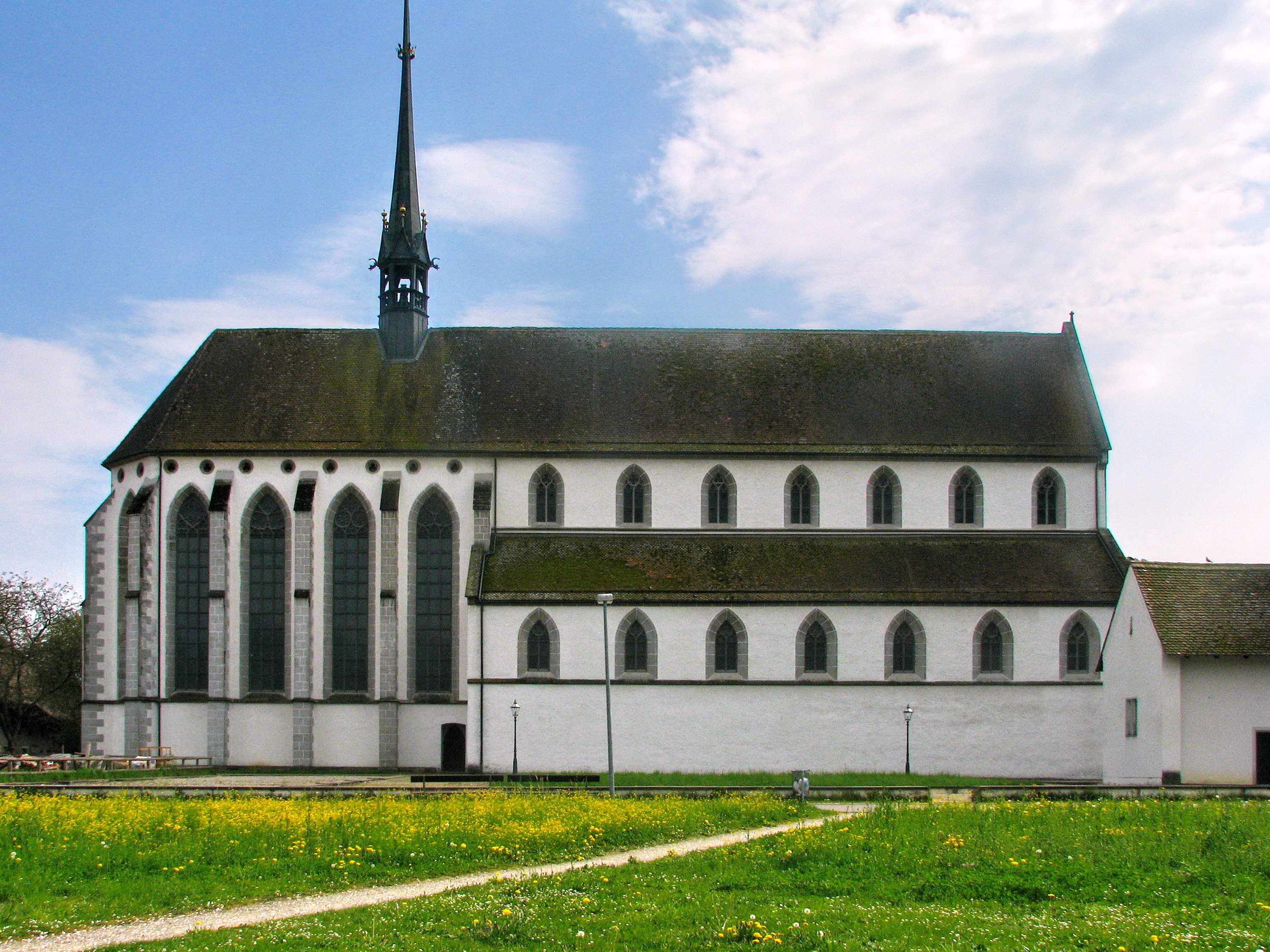
Klosterkirche Königsfelden 1986

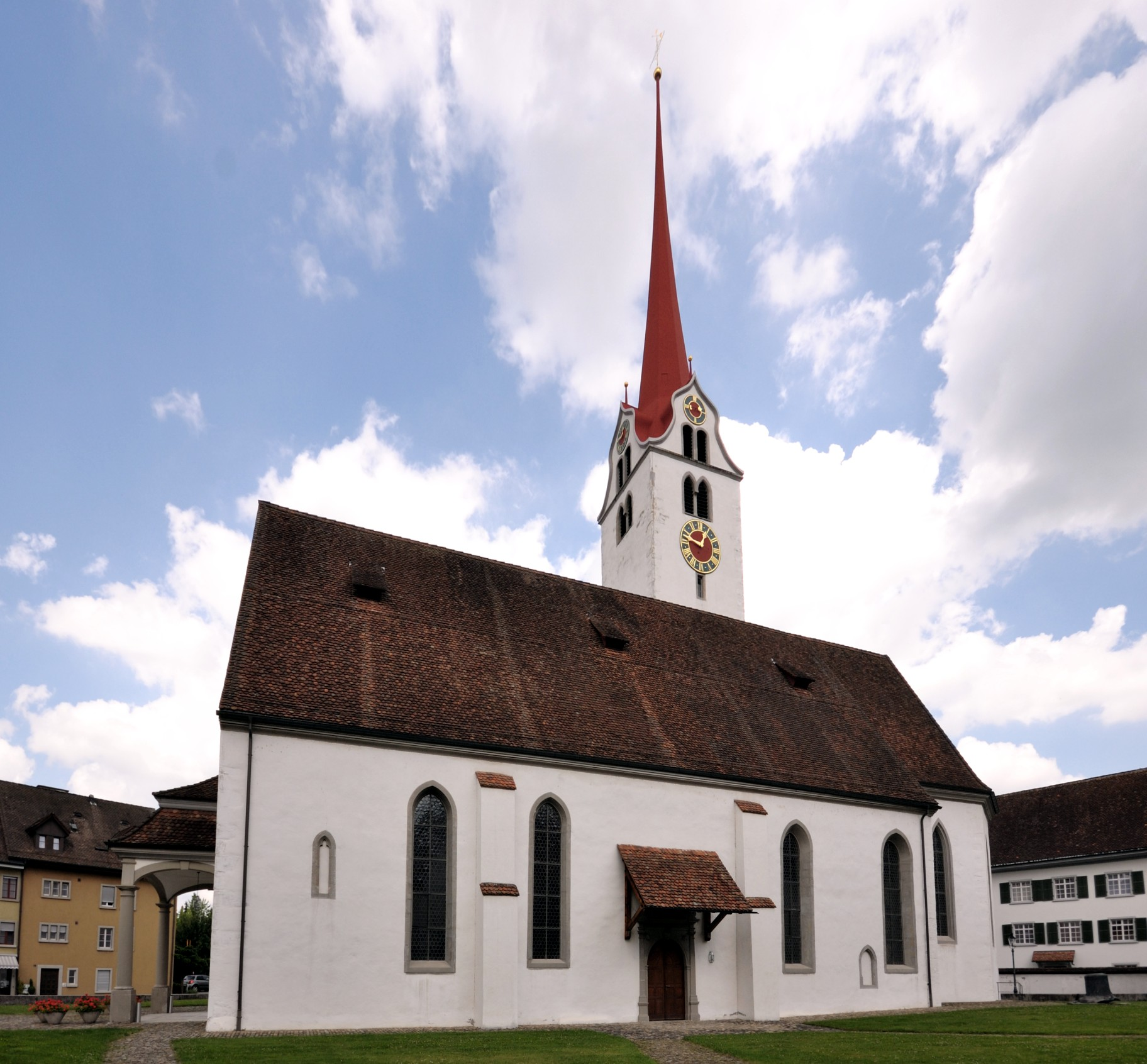
Stadtkirche Bremgarten Wiederaufbau 1988

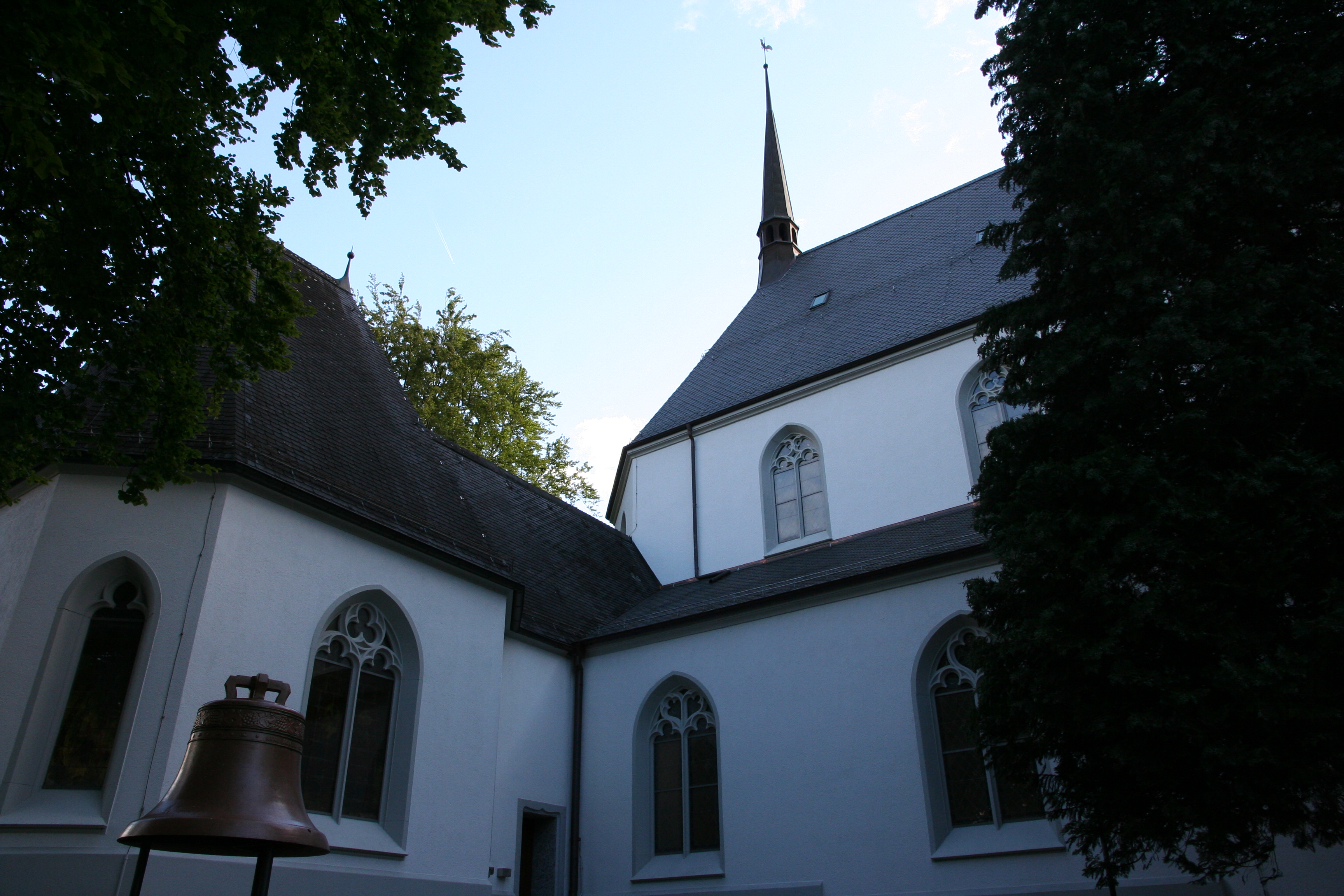
Kirche Hl. Dreifaltigkeit Adliswil, Anbau Kapelle 1980

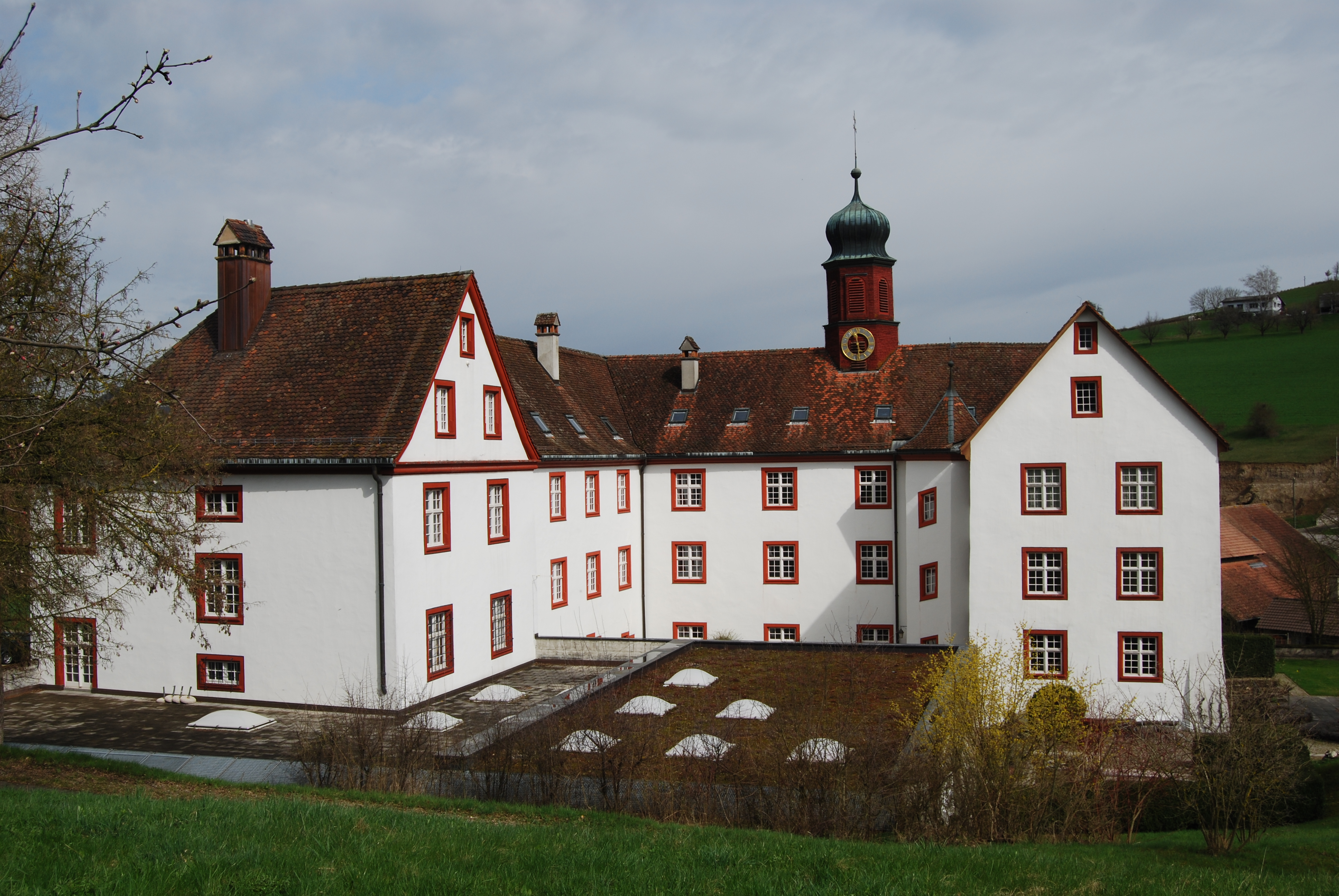
Propstei Wislikofen mit Anbauten (unten) 1968

- 1972: Katholische Kirche St. Michael Kaisten AG
- 1973: Katholische Kirche St. Meinrad Wölflinswil AG
- 1974: Katholische Kirche St. Agatha Zeiningen AG
- 1975: Katholische Kirche St. Gallus Büron LU
- 1975 und 2000: Katholische Kirche St. Fridolin Leibstadt AG
- 1976: Katholische Kirche Baldingen AG
- 1976: Kapelle Melsdorf AG
- 1977: Alte Kirche Maria Himmelfahrt Selzach SO
- 1978: Katholische Kirche St. Nikolaus von Myra Brugg AG: Einbau eines Untergeschosses und Gesamtrenovation
- 1978: Propstei Wislikofen AG: Rekonstruktion der Propsteigebäude samt Kirche, Umbau zu einem Bildungshaus
- 1979: Trotte Rekingen AG: Umbau des historischen Gebäudes in einen ökumenischen Gottesdienstraum
- 1980: Katholische Kirche Hl. Dreifaltigkeit Adliswil ZH: Anbau einer Kapelle und Gesamtrenovation der Kirche
- 1984: Gesamtrenovation der Katholischen Kirche St. Blasius Oberehrendingen AG, Neubau der reformierten Kirche, Bau eines ökumenischen Kirchenzentrums
- 1984: Katholische Kirche St. Katharina Kaiserstuhl AG:
- 1985: Reformierte Kirche Klingnau AG
- 1986: Klosterkirche Königsfelden Windisch AG
- 1986: Katholische Kirche St. Sebastian Wettingen AG
- 1988: Katholische Kirche Würenlingen AG
- 1988: Wiederaufbau der ausgebrannten katholischen Stadtkirche Bremgarten AG
- 1989: Gesamtrenovation Kirche St. Konrad Zürich-Albisrieden
- 1991: Umbau und Renovation Empire-Flügel Kurhotel im Park Schinznach Bad
- 1992: Alte Kirche Würenlos AG
- 1992: Katholische Kirche St. Nikolaus von Myra Schneisingen AG
- 1993: Katholische Kirche St. Anna Mühlau AG
- 1994: Katholische Kirche St. Laurentius Eggenwil AG
- 1995: Katholische Kirche St. Katharina Kaiserstuhl AG
- 1996: Klosterkirche Wettingen AG
- 1996: Katholische Kirche Bruder Klaus Stein AG
- 1996: Katholische Kirche Emmenbrücke LU
- 1997: Obere Kirche Zurzach AG
- 1997:	Katholische Kirche St. Niklaus Hombrechtikon ZH
- 2000: Katholische Kirche St. Maria Würenlos AG
- 2003: Katholische Kirche Maria Frieden Dübendorf ZH
- 2008: Stadthauserweiterung Rathausgasse Baden AG
- 2008: Krypta Katholische Kirche St. Anton Zürich
- 2010: Katholische Kirche St. Benignus Pfäffikon ZH
- 2014: Erneuerung Annakapelle der Kirche St. Peter und Paul, Zürich-Aussersihl
- 2014: Katholische Kirche Maria Hilf Zürich-Leimbach
- 2015: Katholische Kirche Heilige Familie Richterswil